# Почекуй
Почекуй — село в Александрово-Заводском районе Забайкальского края, Россия. Входит в состав сельского поселения «Манкечурское».

## История
В 1966 г. указом президиума ВС РСФСР поселок фермы № 1 Бутунтайского совхоза переименован в Почекуй.

## Население
| 1989 | 2002 | 2010 | 2021 |
| ---- | ---- | ---- | ---- |
| 179  | ↘88  | ↘39  | ↘26  |